# Echinocereus scheeri
Echinocereus scheeri — рослина з роду ехіноцереус родини кактусових.

## Зовнішній вигляд
Стебла видовжені, голі, 4-6 см у діаметрі, ребер 4-6, невисокі. Квіти рожеві, з темною серединою. Насіння дрібне (до 1 мм у діаметрі), чорне.

## Ареал
Мексика (Сіналоа, Дуранго, Чіуауа, Сонора).

## Різновиди
- Echinocereus scheeri v. gentryi (Clover) N.P.Taylor
- Echinocereus scheeri var. obscuriensis A.B.Lau
- Echinocereus scheeri subsp. scheeri